# Tupá
Pour les articles homonymes, voir Tupa.
Tupá (hongrois : Kistompa) est un village de Slovaquie situé dans la région de Nitra.

## Histoire
Première mention écrite du village en 1332.
La localité fut annexée par la Hongrie après le premier arbitrage de Vienne le 2 novembre 1938. En 1938, on comptait 277 habitants dont 6 d'origine juive. Elle faisait partie du district de Šahy (hongrois : Ipolysági járás). Le nom de la localité avant la Seconde Guerre mondiale était Tompa. Durant la période 1938 - 1945, le nom hongrois Kistompa était d'usage. À la libération, la commune a été réintégrée dans la Tchécoslovaquie reconstituée.
Le hameau de Chorvatice était une commune autonome en 1938. Il comptait 427 habitants en 1938 dont 5 juifs. Elle faisait partie du district de Šahy (hongrois : Ipolysági járás). Le nom de la localité avant la Seconde Guerre mondiale était Chorvatice/Horváti. Durant la période 1938 -1945, le nom hongrois Horváti était d'usage.

## Démographie

### Évolution de la population
| Année:               | 1994. | 2004.   | 2014.   | 2024.   |
| -------------------- | ----- | ------- | ------- | ------- |
| Nombre de personnes: | 643   | 620     | 599     | 554     |
| Différence:          |       | -3,57 % | -3,38 % | -7,51 % |

| Année:               | 2023. | 2024.   |
| -------------------- | ----- | ------- |
| Nombre de personnes: | 565   | 554     |
| Différence:          |       | -1,94 % |